# Puzur-Sin z Aszur
Puzur-Sin (akad. Puzur-Sîn, w transliteracji z pisma klinowego zapisywane pù-zur8-dZUEN, tłum. „Ochroną jest bóg Sin”) – władca miasta-państwa Aszur, którego imienia nie wymienia Asyryjska lista królów. Panował w końcu XVIII w. p.n.e., słabo znanym okresie wielkiego zamieszania i chaosu w historii Asyrii, który nastąpił po śmierci Iszme-Dagana I (1781–1741? p.n.e.), wraz z rozpadem państwa stworzonego przez jego ojca Szamszi-Adada I (1814–1782 p.n.e.). Cała wiedza o Puzur-Sinie pochodzi z jedynej znanej jego inskrypcji wyrytej na kamiennej tabliczce znalezionej w mieście Aszur, a obecnie przechowywanej w British Museum (nr inwent. BM 115688). Sama inskrypcja, zapisana archaizującym pismem w dialekcie staroasyryjskim, jest mocno uszkodzona i miejscami zatarta, co sprawia, że jej tekst jest trudny do odczytania i interpretacji. W inskrypcji tej Puzur-Sin nazywa siebie „namiestnikiem boga Aszura” ([É]NSI da-šur) oraz tym, który zniszczył „zło Asinuma, potomka Szamszi-Adada” (le-mu-tu a-sí-nim [pa-r]a-á’ dUTU-ši-[dadad]). Wspomniany tu Asinum musiał być wnukiem Szamszi-Adada I, gdyż w innym miejscu tekstu Szamszi-Adad I nazywany jest „jego dziadkiem” (a-bu a-bi-š[u], dosł. „ojcem jego ojca”). Usunięcie Asinuma z tronu asyryjskiego Puzur-Sin usprawiedliwia tym, iż Szamszi-Adad I, jako Amoryta, nie był rdzennym  Asyryjczykiem, lecz uzurpatorem, człowiekiem „nie z ciała miasta Aszur” (la UZU URU aš-š[ur]). Tym samym zarówno on, jak i jego następcy, nie mieli żadnych praw do asyryjskiego tronu. To oznacza, iż sam Puzur-Sin uważać się musiał za rdzennego Asyryjczyka, tego, który przywracał rodzimą dynastię, zwyczaje, obrzędy i rytuały. W dalszej części swej inskrypcji opisuje on zniszczenie zbudowanego przez Szamszi-Adada I pałacu i budowę nowych murów w Aszur.